# Estação Engenho Velho
A Estação Engenho Velho é uma das estações do Metrô do Recife, situada em Jaboatão dos Guararapes, entre a Estação Floriano e a Estação Jaboatão.
Foi inaugurada em 1987.